# Giuseppe Crivelli
Pour les articles homonymes, voir Crivelli.
Giuseppe Crivelli, né le 5 octobre 1900 à Milan et mort le 17 novembre 1975 dans la même ville, est un rameur d'aviron et bobeur italien.
Il participe aux épreuves d'aviron aux Jeux olympiques de 1924 et aux épreuves de bobsleigh aux Jeux olympiques de 1928.

## Palmarès

### Jeux olympiques
- Paris 1924
  -  Médaille de bronze en huit[1].

### Championnats d'Europe
- Côme 1923
  -  Médaille d'or en huit.